# Lhakpa Sherpa
Lhakpa Sherpa (também Lakpa, em nepali:  Lakhpa Sherpa; nascida em 1973) é uma alpinista xerpa nepalesa. Ela escalou o Monte Everest dez vezes, mais do que qualquer mulher no mundo. Sua décima escalada recorde foi em 12 de maio de 2022, que ela financiou por meio de uma campanha de financiamento coletivo. Em 2000, ela se tornou a primeira mulher nepalesa a escalar e descer o Everest com sucesso. Em 2016, ela foi listada como uma das 100 mulheres mais inspiradoras do mundo, pela BBC.

## Vida pregressa
Lhakpa Sherpa nasceu em uma caverna da região nepalesa do Monte Everest e não teve educação formal. Ela cresceu em Balakharka, uma vila em Makalu, região do Himalaia, no Nepal. Ela tem outros 10 irmãos e irmãs, e é mãe solteira de duas filhas e um filho.

## Carreira
Em 2000, ela foi a líder de uma expedição patrocinada pela Asian Trekking. Em 18 de setembro de 2000, ela se tornou a primeira mulher nepalesa a escalar o Monte Everest e sobreviver. Esta escalada aconteceu com a Expedição do Milênio das Mulheres Nepalesas.
Em 2003, a PBS (Rede de televisão pública estadunidense de carácter educativo-cultural) observou que ela havia escalado o Monte Everest três vezes, o máximo para uma mulher. Em maio de 2003, ela alcançou o cume com sua irmã e seu irmão; Ming Kipa e Mingma Gelu.
Em 2007, Lhakpa Sherpa havia escalado o Everest seis vezes desde 1999 e seu marido havia escalado nove. Naquele ano, eles fizeram uma apresentação sobre sua viagem ao Everest de 2007, com doações feitas para a Quaker Lane Cooperative Nursery School. George e Lhapka escalaram o Monte Everest 5 vezes juntos.
Em 2016, ela escalou o Monte Everest pelo lado do Tibete (China), fazendo seu sétimo cume. A presidente da Associação de Summiteers do Monte Everest, uma mulher nepalesa e trabalhadora de grandes altitudes, Maya Sherpa, também escalou, mas pelo lado do Nepal. Maya Sherpa é outra mulher nepalesa recordista e também alcançou o cume do K2.

## Escaladas
Subidas do Monte Everest:
1. 2000 [15]
2. 2001 [13]
3. 2003 [10][13]
4. 2004 [13][16]
5. 2005 [13][17]
6. 2006 [13][18]
7. 2016 [14][19]
8. 2017 [1][20]
9. 2018 [3]
10. 2022 [4]

Outras expedições:
- Em 2010, a expedição para escalar o K2 (segunda montanha mais alta do mundo com 8.614 metros de altitude) não chegou ao cume, mas chegou ao acampamento 3 antes de ser impedida pelo mau tempo.[9][21]
- Expedição ao Everest em 2015; conseguiu chegar ao acampamento base no Tibete, mas voltou atrás devido aos terremotos da primavera no Himalaia.[21]

## Vida pessoal
Lhakpa Sherpa recebeu o nome do dia da semana em que ela nasceu (quarta-feira). Embora nascida no Nepal, ela agora reside nos Estados Unidos e trabalha cuidando de seus três filhos e em vários empregos. Ela trabalhou na loja americana 7 Eleven. No entanto, em entrevistas, ela comentou sobre seu desejo pela montanha, uma condição vista anteriormente em alpinistas como George Mallory e Yuichiro Miura, de acordo com a mídia britânica The Daily Telegraph.
Ela tem duas filhas e um filho, e foi casada com George Dijmarescu, um romeno-americano, por 12 anos. Eles se conheceram em 2000 em Catmandu (Nepal) e se casaram em 2002. Em 2008, George teve câncer, que combinado com contas médicas foi apontado como um dos fatores que criaram tensão em seu casamento.
Em 2016, ela voltou a receber reconhecimento em várias arenas de notícias como a mulher com mais escaladas realizadas ao cume do Monte Everest e completou seu sétimo cume naquele ano.

## Família e relacionamentos
Sua irmã mais nova, Mingma, alcançou o cume do Monte Everest em 22 de maio de 2003, quando ela tinha 15 anos (ela escalou com Lhakpa e Gelu), tornando-se assim a mulher e pessoa mais jovem conhecida por ter escalado o Monte Everest. Seu irmão é Mingma Gelu Sherpa e é conhecido por ter alcançado o cume do Monte Everest oito vezes até 2016. A BBC observou que quando três deles chegaram ao cume juntos em 2003, esse foi o primeiro grupo de três irmãos no cume ao mesmo tempo, conforme reconhecido pelo Guinness Book of World Records.
Na expedição de 2004 de Connecticut (Estados Unidos) ao Everest, seu então marido, Dijmarescu, atacou Lhapka. De acordo com Michael Kodas, um jornalista presente durante a expedição, Dijmarescu "deu um golpe com a mão direita na lateral da cabeça de sua esposa". Essa altercação "despertou uma espécie de sensação na mídia do mundo do montanhismo".